# Photographie d'architecture
La photographie d’architecture est un des principaux genres photographiques. Elle peut être abordée de différentes façons : 
- La photographie d’architecture pour les architectes dans laquelle le photographe met sa compétence au service de l’architecte en s’attachant à décrire au mieux les formes, volumes et proportions d’une construction.
- La photographie abstraite, graphique et géométrique dans laquelle le photographe se sert de l’architecture pour s’exprimer en ne la respectant pas forcément.
- La photographie d’architecture comme genre photographique à part entière dans laquelle le photographe s’attache à mettre en évidence les sensations provoquées par l’agencement des lignes, textures, volumes et lumières. Cette troisième approche est la plus complète car au-delà du simple jeu de formes, elle parle en plus de comment on habite cette architecture. Voir par exemple la collaboration fructueuse du photographe Lucien Hervé avec l’architecte Le Corbusier

## Prise de vue
Le photographe d’architecture doit être capable de se projeter dans un repère orthonormé horizontal/vertical pour cadrer et composer correctement ses images. À ce titre, l’utilisation d’un trépied est recommandée pour rectifier précisément la position horizontale et verticale de l’appareil photo.
La perspective linéaire théorisée par les artistes Italiens de la Renaissance comme Leon Battista Alberti s’applique à la photographie d’architecture tant que le point de vue reste frontal. Par contre, dans le cas d’un cadrage en plongée ou en contre-plongée, la règle veut que les lignes verticales restent verticales et parallèles entre elles. Cette absence de lignes de fuites n’est pas naturelle, elle implique la mise en œuvre de techniques particulières : soit l’utilisation d’un objectif à décentrement, soit l’utilisation d’une chambre photographique, soit de la post-production.
Cette règle contre-intuitive contraint toute la photographie d’architecture à une illusion de point de vue unique, frontal et à hauteur d’homme. Un point de vue de peintre, en quelque sorte.

## Photographes d’architecture

### Photographes nés auXIXesiècle
- Édouard Baldus (1813-1889)
- Pompeo Pozzi (1817-1888)
- Henri Le Secq (1818-1882)
- Antonio Beato (1825-1905)
- Lala Deen Dayal (1844-1905)
- Jean-Eugène Durand (1845 – 1926)
- Jean Pierre Philippe Lampué  (1836-1924)
- Séraphin-Médéric Mieusement (1840-1905)
- Frederick H. Evans (1853-1943)
- Eugène Atget (1857-1927)
- Paul Robert (1866-1898)
- Eugene de Salignac (1861-1943)

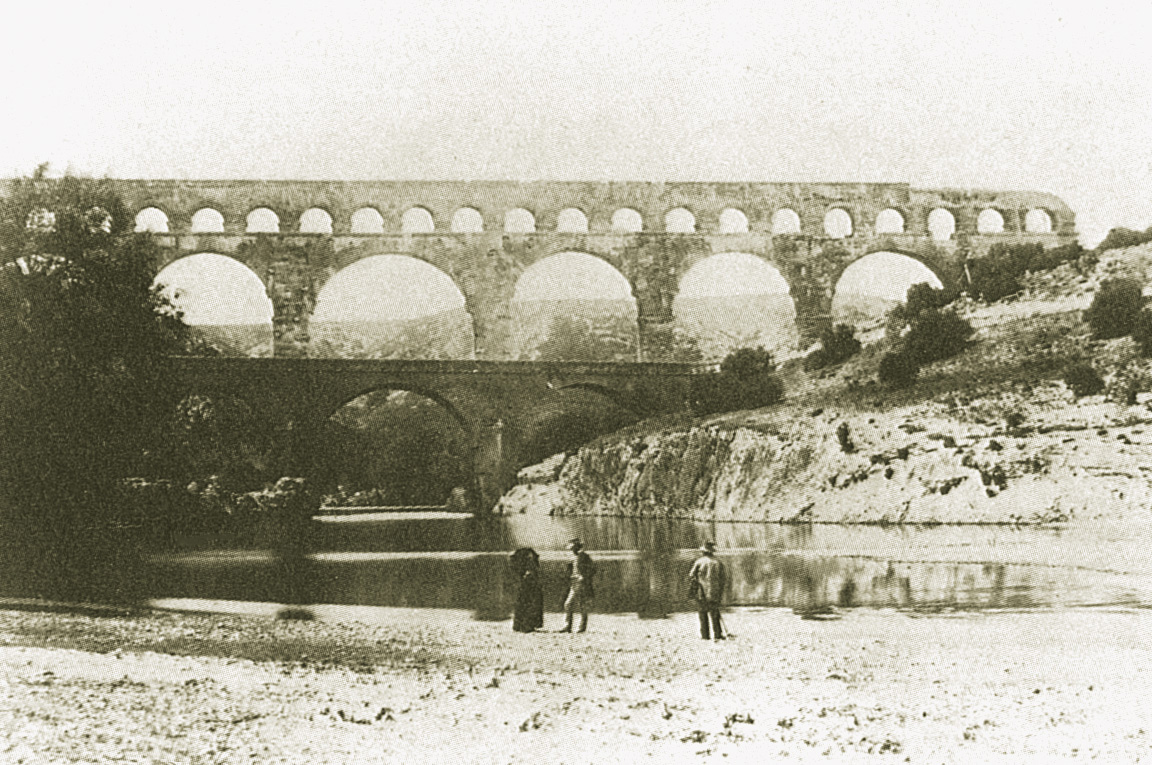
Édouard Baldus, Pont du Gard, ca. 1850
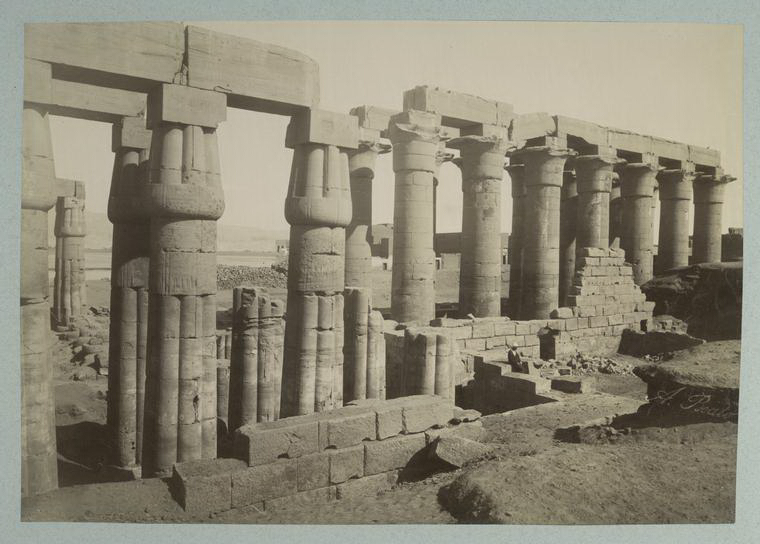
Antonio Beato, Temple d'Amenhotep III, ca. 1860-1890
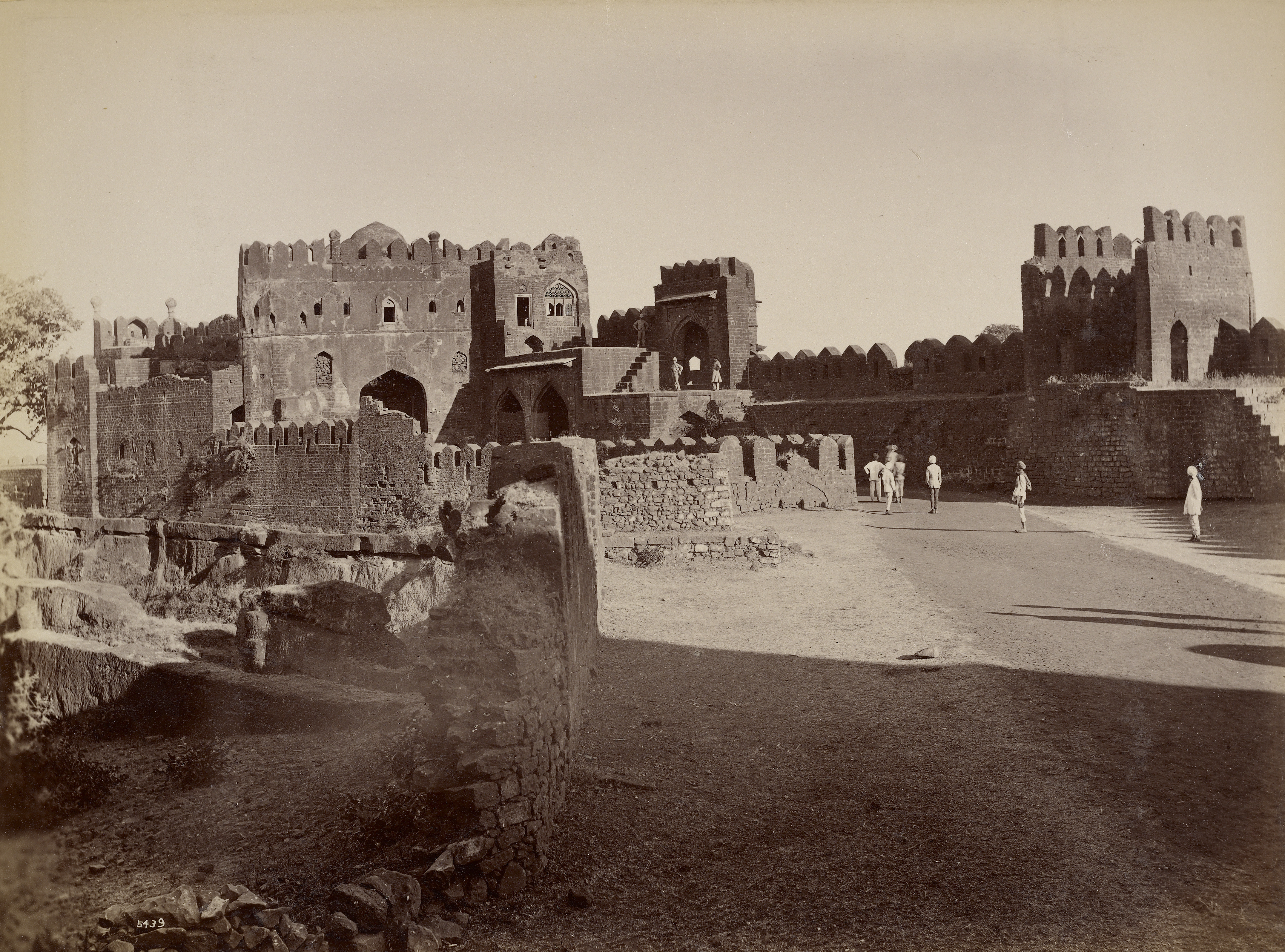
Lala Deen Dayal, Fort de Beder, 1889
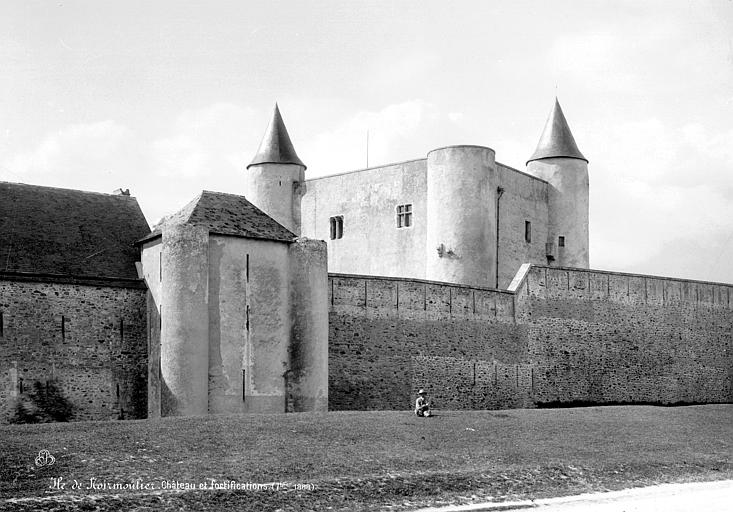
Séraphin-Médéric Mieusement, Château de Noirmoutier, 1888
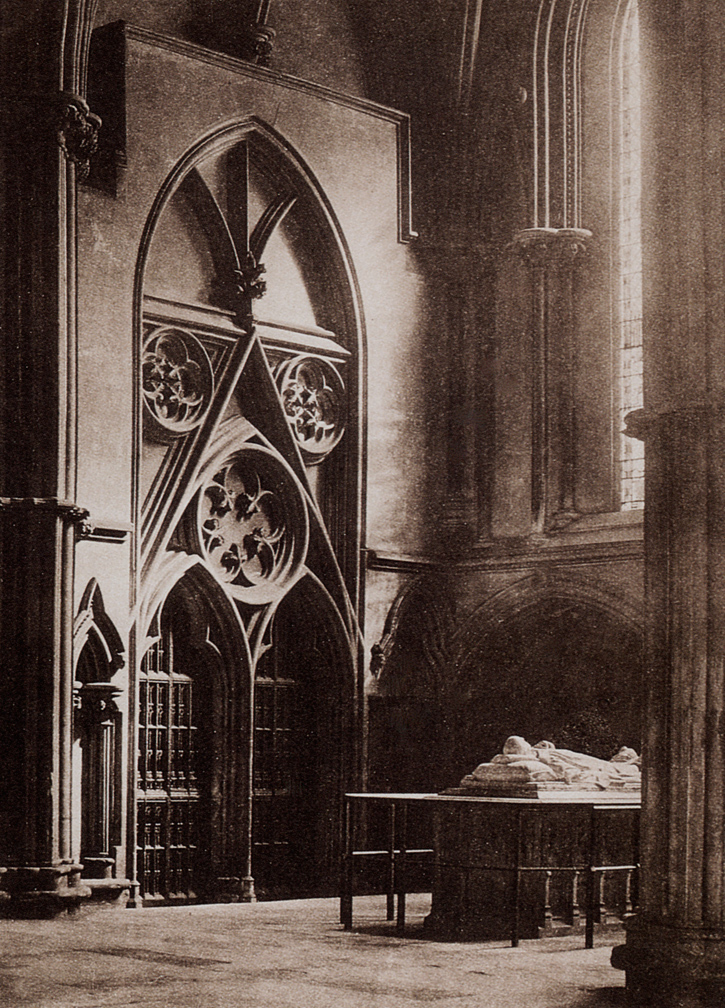
Frederick H. Evans, York Minster, 1903
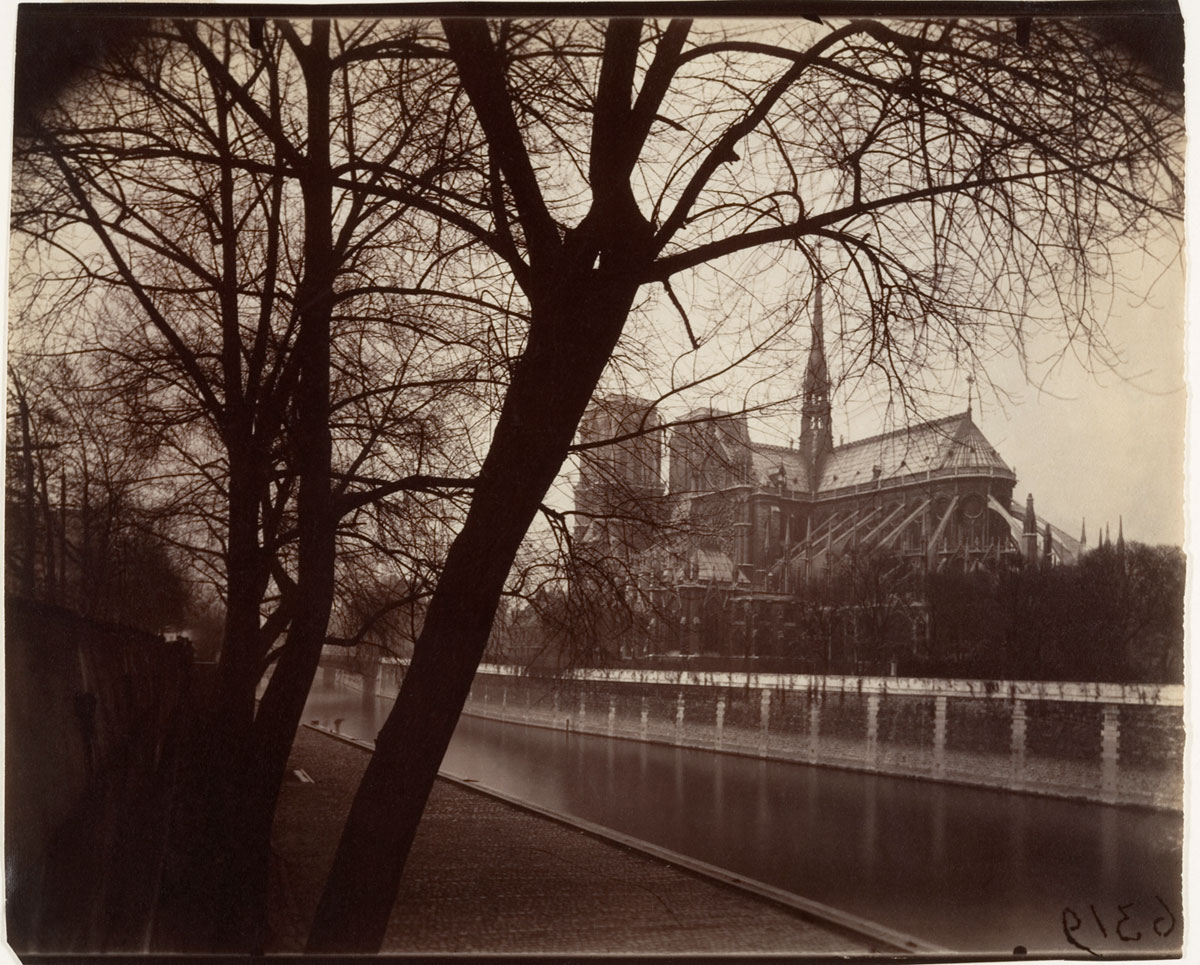
Eugène Atget, Notre-Dame, 1922

### XXesiècle
- Lucien Hervé (1910-2007)
- Julius Shulman (1910-2009)
- Jacqueline Salmon (née en 1943)
- Candida Höfer (née en 1944)
- Stéphane Couturier (né en 1957)

### XXIesiècle
- Laurent Kronental (né en 1987)
- Charly Broyez (né en 1985)
- Maroc Adnane Zemmama (née en 1992)